# Campionati del mondo di atletica leggera 2019 - 400 metri ostacoli maschili
La gara dei 400 metri ostacoli maschile dei campionati del mondo di atletica leggera 2019 si è svolta tra il 27 e il 30 settembre.

## Podio
| Pos.    | Atleta            | Nazionalità | Tempo |
| ------- | ----------------- | ----------- | ----- |
| Oro     | Karsten Warholm   | Norvegia    | 47"42 |
| Argento | Rai Benjamin      | Stati Uniti | 47"66 |
| Bronzo  | Abderrahman Samba | Qatar       | 48"03 |

## Situazione pre-gara

### Record
Prima di questa competizione, il record del mondo e il record dei campionati erano i seguenti.
| Record                | Prestazione | Atleta                  | Data                               | Competizione   |
| --------------------- | ----------- | ----------------------- | ---------------------------------- | -------------- |
| Record mondiale       | 46"78       | Kevin Young Stati Uniti | 6 agosto 1992 Barcellona, Spagna   | Olimpiadi 1992 |
| Record dei campionati | 47"18       | Kevin Young Stati Uniti | 19 agosto 1993 Stoccarda, Germania | Mondiali 1993  |

### Campioni in carica
I campioni in carica, a livello mondiale e olimpico, erano:
| Campione | Atleta                     | Prestazione | Data                                   | Competizione   |
| -------- | -------------------------- | ----------- | -------------------------------------- | -------------- |
| Olimpico | Kerron Clement Stati Uniti | 47"73       | 18 agosto 2016 Rio de Janeiro, Brasile | Olimpiadi 2016 |
| Mondiale | Karsten Warholm Norvegia   | 48"35       | 9 agosto 2017 Londra, Regno Unito      | Mondiali 2017  |

### La stagione
Prima di questa gara, gli atleti con le migliori tre prestazioni dell'anno erano:
| Pos. | Atleta                   | Prestazione | Data                            |
| ---- | ------------------------ | ----------- | ------------------------------- |
| 1    | Karsten Warholm Norvegia | 46"92       | 29 agosto 2019 Zurigo, Svizzera |
| 2    | Rai Benjamin Stati Uniti | 46"98       | 29 agosto 2019 Zurigo, Svizzera |
| 3    | Abderrahman Samba Qatar  | 47"27       | 18 maggio 2019 Shanghai, Cina   |

## Risultati

### Batterie
Le batterie si sono tenute il 27 settembre alle ore 20:35.

Qualificazione: i migliori 4 tempi di ogni batteria (Q) e i successivi 4 migliori tempi (q) si qualificano per le semifinali.
| Pos. | Batteria | Nome                   | Nazionalità               | Tempo | Note                                     |
| ---- | -------- | ---------------------- | ------------------------- | ----- | ---------------------------------------- |
| 1    | 3        | Abderrahman Samba      | Qatar                     | 49"08 | Q                                        |
| 2    | 3        | Takatoshi Abe          | Giappone                  | 49"25 | Q                                        |
| 3    | 1        | Karsten Warholm        | Norvegia                  | 49"27 | Q                                        |
| 4    | 5        | Rasmus Mägi            | Estonia                   | 49"34 | Q,                                       |
| 5    | 1        | Thomas Barr            | Irlanda                   | 49"41 | Q                                        |
| 6    | 5        | Ludvy Vaillant         | Francia                   | 49"49 | Q                                        |
| 7    | 3        | TJ Holmes              | Stati Uniti               | 49"50 | Q                                        |
| 8    | 5        | Abdelmalik Lahoulou    | Algeria                   | 49"54 | Q                                        |
| 9    | 2        | Kyron McMaster         | Isole Vergini Britanniche | 49"60 | Q                                        |
| 10   | 4        | Rai Benjamin           | Stati Uniti               | 49"62 | Q                                        |
| 11   | 1        | Jabir Madari Pillyalil | India                     | 49"62 | Q                                        |
| 12   | 1        | Kemar Mowatt           | Giamaica                  | 49"63 | Q                                        |
| 13   | 2        | Alison dos Santos      | Brasile                   | 49"66 | Q                                        |
| 14   | 1        | Amere Lattin           | Stati Uniti               | 49"72 | q                                        |
| 15   | 5        | Chris McAlister        | Regno Unito               | 49"73 | Q                                        |
| 16   | 5        | Yasmani Copello        | Turchia                   | 49"75 | q                                        |
| 17   | 4        | Mohamed Amine Touati   | Tunisia                   | 49"76 | Q                                        |
| 18   | 4        | Patryk Dobek           | Polonia                   | 49"89 | Q                                        |
| 19   | 2        | Chen Chieh             | Taipei cinese             | 49"95 | Q                                        |
| 19   | 1        | Fernando Arodi Vega    | Messico                   | 49"95 | q                                        |
| 21   | 3        | Rilwan Alowonle        | Nigeria                   | 50"04 | Q                                        |
| 22   | 4        | Vít Müller             | Rep. Ceca                 | 50"15 | Q                                        |
| 23   | 2        | Luke Campbell          | Germania                  | 50"20 | Q                                        |
| 24   | 4        | Masaki Toyoda          | Giappone                  | 50"34 | q                                        |
| 25   | 1        | Mehdi Pirjahan         | Iran                      | 50"46 |                                          |
| 26   | 3        | Nick Smidt             | Paesi Bassi               | 50"54 |                                          |
| 27   | 5        | Dharun Ayyasamy        | India                     | 50"55 |                                          |
| 28   | 3        | Kariem Hussein         | Svizzera                  | 50"62 |                                          |
| 29   | 4        | Sergio Fernández       | Spagna                    | 50"71 |                                          |
| 30   | 2        | Creve Armando Machava  | Mozambico                 | 50"76 |                                          |
| 31   | 5        | Constantin Preis       | Germania                  | 50"93 |                                          |
| 32   | 4        | Márcio Teles           | Brasile                   | 51"02 |                                          |
| 33   | 3        | Wilfried Happio        | Francia                   | 51"25 |                                          |
| 34   | 1        | Artur Terezan          | Brasile                   | 51"52 | Miglior prestazione personale stagionale |
| 35   | 2        | Lindsay Hanekom        | Sudafrica                 | 51"71 |                                          |
| 36   | 2        | Ned Azemia             | Seychelles                | 52"58 |                                          |
| 37   | 3        | Andrea Ercolani Volta  | San Marino                | 52"60 | Record nazionale                         |
| 38   | 5        | Malique Smith          | Isole Vergini Americane   | 59"45 |                                          |
|      | 2        | Bienvenu Sawadogo      | Burkina Faso              | dq    | [ 3 ]                                    |

### Semifinali
Le batterie si sono tenute il 28 settembre alle ore 18:05.

I migliori 2 di ogni batteria (Q) e i successivi due migliori tempi (q) avanzano alla finale.
| Pos. | Batteria | Nome                   | Nazionalità               | Tempo | Note                                     |
| ---- | -------- | ---------------------- | ------------------------- | ----- | ---------------------------------------- |
| 1    | 2        | Karsten Warholm        | Norvegia                  | 48"28 | Q                                        |
| 2    | 1        | Alison dos Santos      | Brasile                   | 48"35 | Q,                                       |
| 3    | 1        | Yasmani Copello        | Turchia                   | 48"39 | Q,                                       |
| 4    | 2        | Abdelmalik Lahoulou    | Algeria                   | 48"39 | Q,                                       |
| 5    | 1        | Kyron McMaster         | Isole Vergini Britanniche | 48"40 | q                                        |
| 6    | 3        | Rai Benjamin           | Stati Uniti               | 48"52 | Q                                        |
| 7    | 2        | TJ Holmes              | Stati Uniti               | 48"67 | q                                        |
| 8    | 3        | Abderrahman Samba      | Qatar                     | 48"72 | Q                                        |
| 9    | 1        | Rasmus Mägi            | Estonia                   | 48"93 | Miglior prestazione personale stagionale |
| 10   | 3        | Takatoshi Abe          | Giappone                  | 48"97 |                                          |
| 11   | 3        | Thomas Barr            | Irlanda                   | 49"02 | Miglior prestazione personale stagionale |
| 12   | 2        | Ludvy Vaillant         | Francia                   | 49"10 |                                          |
| 13   | 1        | Mohamed Amine Touati   | Tunisia                   | 49"14 | Miglior prestazione personale            |
| 14   | 2        | Chris McAlister        | Regno Unito               | 49"18 | Miglior prestazione personale            |
| 15   | 1        | Amere Lattin           | Stati Uniti               | 49"20 |                                          |
| 16   | 1        | Kemar Mowatt           | Giamaica                  | 49"32 |                                          |
| 17   | 3        | Jabir Madari Pillyalil | India                     | 49"71 |                                          |
| 18   | 3        | Fernando Arodi Vega    | Messico                   | 49"96 |                                          |
| 19   | 3        | Vít Müller             | Rep. Ceca                 | 49"97 |                                          |
| 20   | 1        | Chen Chieh             | Taipei cinese             | 50"00 |                                          |
| 21   | 2        | Luke Campbell          | Germania                  | 50"00 |                                          |
| 22   | 2        | Patryk Dobek           | Polonia                   | 50"18 |                                          |
| 23   | 2        | Masaki Toyoda          | Giappone                  | 50"30 |                                          |
| 24   | 3        | Rilwan Alowonle        | Nigeria                   | 52"01 |                                          |

### Finale
La finale si è svolta 30 settembre alle ore 22:40.
| Pos.    | Corsia | Nome                | Nazionalità               | Tempo | Note                                     |
| ------- | ------ | ------------------- | ------------------------- | ----- | ---------------------------------------- |
| Oro     | 4      | Karsten Warholm     | Norvegia                  | 47"42 |                                          |
| Argento | 7      | Rai Benjamin        | Stati Uniti               | 47"66 |                                          |
| Bronzo  | 9      | Abderrahman Samba   | Qatar                     | 48"03 |                                          |
| 4       | 2      | Kyron McMaster      | Isole Vergini Britanniche | 48"10 | Miglior prestazione personale stagionale |
| 5       | 3      | TJ Holmes           | Stati Uniti               | 48"20 | Miglior prestazione personale            |
| 6       | 6      | Yasmani Copello     | Turchia                   | 48"25 | Miglior prestazione personale stagionale |
| 7       | 5      | Alison dos Santos   | Brasile                   | 48"28 | Miglior prestazione personale            |
| 8       | 8      | Abdelmalik Lahoulou | Algeria                   | 49"46 |                                          |